# William Paget (5e baron Paget)
William Paget, 5e baron Paget (13 septembre 1609 – 19 octobre 1678) est un pair anglais.

## Biographie
Il est né à Beaudesert House Staffordshire, en Angleterre, de William Paget (4e baron Paget) (en) et Lettice Knollys.
Il est député avec des terres dans le Buckinghamshire. Au début de la guerre civile anglaise en 1641, il est nommé Lord Lieutenant du Buckinghamshire par le camp parlementaire. Cependant, l'année suivante, il change de camp pour devenir royaliste sous le roi Charles Ier et est donc démis de ses fonctions et remplacé par Philip Wharton (4e baron Wharton).

## Famille
Le 28 juin 1632, il épouse Frances Rich, fille de Henry Rich (1er comte de Holland) et Isabel Cope. De 1637 à 1643, ils vivent au 43 King Street, Covent Garden. William et Frances ont dix enfants:
1. William Paget (6e baron Paget) (10 février 1637-25 février 1713) marié (1) Frances Pierrepont (2) Isabella Irby
2. Henry Paget (né vers 1643) épouse (1) le 29 mars 1684 Mary O'Rorke, fille de Hugh O'Rorke et Joan Reynolds, (2) Mary ou Anne Sandford, et a par Mary O'Rorke:
  1. Le général de brigade Thomas Paget (décédé en 1741), gouverneur de Minorque, marié à Mary Whitcombe; leur fille Caroline Paget (décédée le 7 février 1766) épouse en 1737 à Nicholas Bayly (2e baronnet)
3. Thomas Paget (né vers 1645)
4. Isabella Paget (née vers 1647)
5. Lettice Paget (née vers 1649) épouse Richard Hampden
6. Elizabeth Paget (née vers 1651)
7. Frances Paget (née vers 1653) épouse Rowland Hunt
8. Penelope Paget (née vers 1655) épouse Philip Foley (en). Ce sont des ancêtres de Charles Darwin.
9. Diana Paget (née vers 1657 décédée en 1707) épouse Henry Ashhurst
10. Anne Paget (née vers 1659)